# Verwaltungsgemeinschaft Neunkirchen am Sand
Die Verwaltungsgemeinschaft Neunkirchen am Sand (amtlich Neunkirchen a.Sand) im mittelfränkischen Landkreis Nürnberger Land wurde im Zuge der Gemeindegebietsreform am 1. Mai 1978 gegründet. Zum 1. Januar 1980 wurde die Stadt Neunkirchen am Sand entlassen. Der Sitz der Verwaltungsgemeinschaft wurde mit gleicher Wirkung nach Reichenschwand verlegt und die Körperschaft in Verwaltungsgemeinschaft Reichenschwand umbenannt.